# Éghajlatváltozás
Az éghajlatváltozás (más néven klímaváltozás) az éghajlat tartós és jelentős mértékű megváltozását jelenti, helyi vagy globális szinten. Ez a változás kiterjedhet az átlagos hőmérsékletre, az átlagos csapadékra vagy a széljárásra. Az éghajlatváltozás jelentheti az éghajlat változékonyságának módosulását is. Egy adott klímaváltozás végbemehet akár néhány évtized alatt is. Klímaváltozás történhet a Földön végbemenő természetes folyamatok (pl. a földrészek tektonikus mozgása) következményeként, a bolygót érő külső hatások (pl. változások a Nap sugárzásának erősségében) eredményeképpen, vagy akár emberi tevékenység folytán (pl. az üvegházhatású gázok termelése ilyen emberi tevékenység).

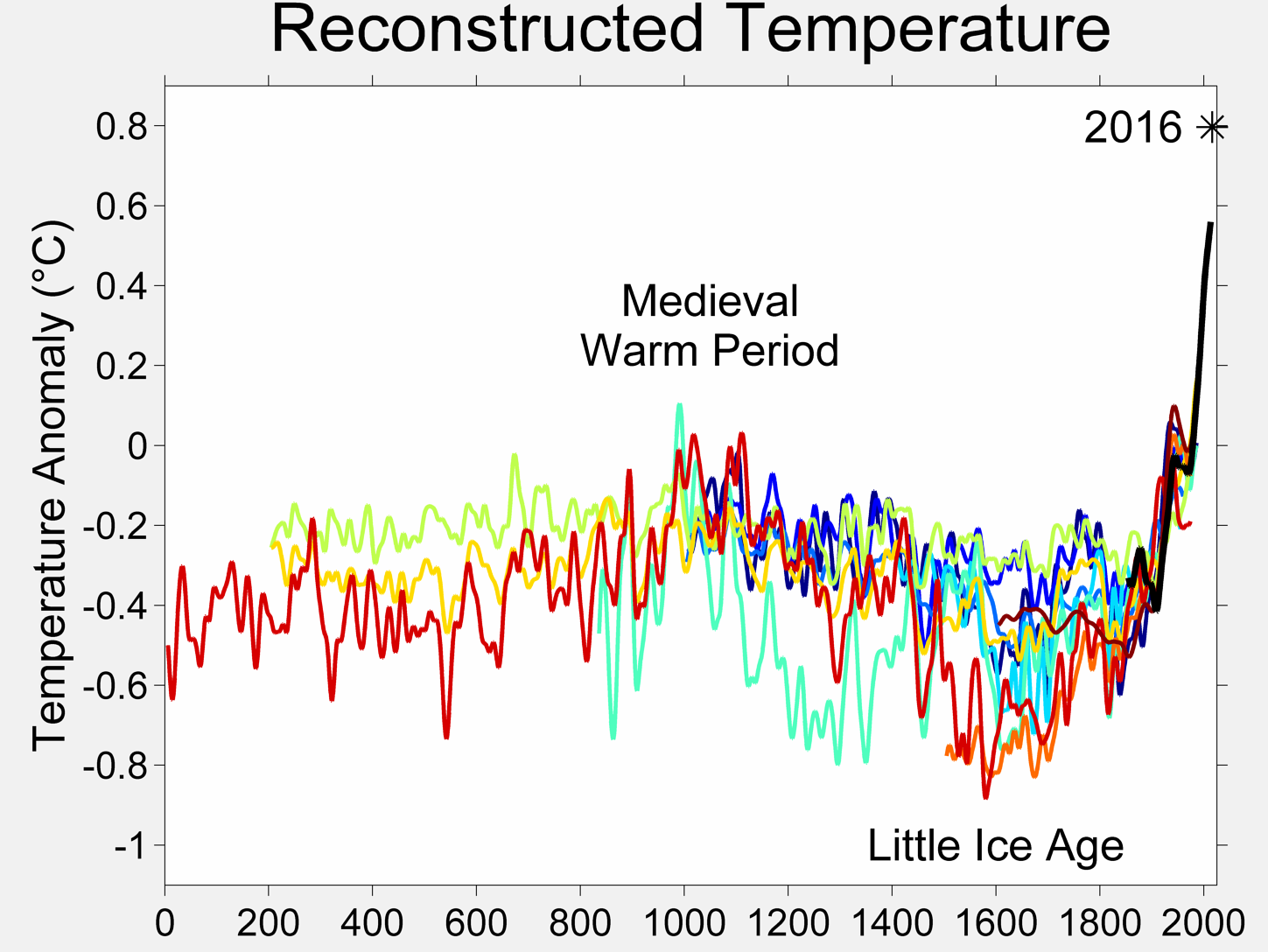
A Föld elmúlt két évezredének globális átlaghőmérsékleteit ábrázoló grafikon, különféle közelítő klímarekonstrukciós módszerek (klíma-proxy) alkalmazásával

A hétköznapi szóhasználatban a klímaváltozás kifejezés gyakran az éghajlat napjainkban végbemenő változására utal. A természetben mind a hidegebb éghajlattal járó glaciálisok, mind a felmelegedési (interglaciális) éghajlati folyamatok évezredek alatt mennek végbe, míg az emberi tevékenység kevesebb, mint 150 év alatt jelentős mértékben felgyorsította a globális felmelegedést. A klímakutatók szerint, ha az emberi tevékenység fel tudta gyorsítani a klímaváltozást, akkor le is tudja lassítani azt. A globális felmelegedés lelassítása érdekében számos dolgot tehetünk, melyek közül a legfontosabbak az erdőtelepítés, a fosszilis energia (szén, kőolaj, földgáz) megújuló energiával történő helyettesítése, energiahatékonyság növelése, műtrágyahasználat kiváltása a mezőgazdaságban, a tömegközlekedés előtérbe helyezése vagy éppen a lokalizáció (helyben megtermelt áruk helyben történő értékesítése) is hatékony eszköz lehet.
Bár a globális felmelegedés és a klímaváltozás (éghajlatváltozás) fogalmát sok esetben szinonímaként használják, a két kifejezés nem ugyanazt takarja; globális felmelegedésnek a felszíni hőmérséklet antropogén hatások miatti globális emelkedését nevezik, míg a klímaváltozás magában foglalja a globális felmelegedést és annak hatásait, következményeit is, például a csapadékkal vagy a légmozgással kapcsolatos változásokat.

## Terminológia
A legáltalánosabb definíció szerint a klímaváltozás a klíma hosszú távú, tartós változására utal, függetlenül az okoktól. Ennek megfelelően a pár évtizednél rövidebb változások, mint az El Niño nem számítanak klímaváltozásnak.
A kifejezést sok esetben kifejezetten az ember által okozott változások leírására használják, szemben a természetes folyamatokkal. Ebben az értelemben a közéleti és politikai viták során a klímaváltozást gyakorta szinonimaként használják a globális felmelegedéssel. Tudományos szempontból a globális felmelegedés csak a hőmérsékleti változásokra utal, míg a klímaváltozás a felmelegedés következményeit és az üvegházhatású gázok által okozott egyéb változásokat is magában foglalja.

## Okok
Általánosságban a Napból érkező és az űrbe kisugárzódó energia különbsége határozza meg a Föld egyensúlyi hőmérsékletét és klímáját, amit befolyásol az üvegházhatású gázok mennyisége a légkörben. Ezt az energiát a szelek, az óceáni áramlatok és egyéb mechanizmusok szállítják a bolygón, meghatározva ezzel a különböző régiók éghajlatát. A klímát befolyásoló folyamatok között találjuk a napsugárzást, a Föld pályájának változásait, a földfelszín és a kontinentális lemezek változását, a felhőket és az üvegházhatású gázok koncentrációját. Utóbbi növekedéséhez az emberi tevékenység is hozzájárul, ami felgyorsítja a természetes felmelegedést, ezzel gyors tempóban megváltoztatva az éghajlati mechanizmusokat. Ezek mellett számos visszacsatolási mechanizmus is létezik, melyek ezeket a hatásokat felerősítik vagy lecsökkentik. Az éghajlati rendszer számos eleme, mint az óceánok vagy a sarki jégtakarók lassan, míg más elemek gyorsabban reagálnak a változásokra.

### Belső okok
A Föld éghajlatának összetevőiben bekövetkezett változások és azok interakciója természetes úton is történhet. Az 5 komponense az éghajlati rendszernek az atmoszféra, a hidroszféra, a krioszféra, a litoszféra és a bioszféra.

#### Az óceánok változékonysága
Az óceánok alapvető részei az éghajlati rendszernek, ám változásai jóval hosszabb időt vesznek igénybe, mint a légkörben bekövetkezett változások, mely az óceánok nagy hőkapacitásának köszönhető.
A rövidtávú változások, mint az El Niño, a csendes-óceáni vagy észak-atlanti ingadozások inkább csak éghajlati változékonyságot jelentenek, mint klímaváltozást. Hosszabb időtávon azonban az óceánok áramlása fontos szerepet játszik a hő földi elosztásában.

### Külső okok

#### Emberi beavatkozás
Tekintve, hogy a sajtóban és a politikai viták során a klímaváltozás szót leggyakrabban az emberi tevékenység által okozott változásokhoz kötik, érdemes figyelembe venni, hogy ez milyen hatást gyakorol az éghajlatra. A tudományos konszenzus a kérdésben azt állítja, hogy a klíma változik, ami jelentős részben az emberiségnek köszönhető. A klímát megváltoztató emberi tevékenységek közül ugyan a legtöbb figyelmet a fosszilis energia használatából származó szén-dioxid és más üvegházhatású gázok kibocsátása kapja, bár a klímakutatók egy kis része vitatja ezt. A tudósok többsége mindenesetre amellett teszi le a voksát, hogy a klímát alapvetően befolyásolják olyan emberi tevékenységek is, mint az erdőirtás, a földhasználat, az állattenyésztés vagy az ózonréteg elvékonyodása.

#### A bolygópálya változása
Apró változások a Föld napkörüli pályáján a földet érő napsugárzás és annak eloszlásának a változásához vezethetnek. Habár az éves napsugárzás terén ez nem okoz komoly változásokat, ez földrajzilag és évszakok szerint jelentősen módosulhat. A pálya változása három dologból fakadhat, ezek a Föld excentricitásának változása, a tengelyferdeség változása és a Föld tengelyének precessziója. Ezek a tényezők közösen felelősek a Milanković-elmélet szerinti ciklus kialakulásáért, mely nagy hatást gyakorol a Föld klímájára, de nehéz korrelációt kimutatni a glaciális és interglaciális ciklusokkal, mivel az északi és déli klímaviszonyok jelentősen eltérnek egymástól. A déli pólus eljegesedései és melegedési periódusai más ciklust mutatnak, mint az északié.

#### Naptevékenység
A Nap a Föld elsőszámú energiaforrása, így mind a rövid, mind a hosszú távú változások jelentősen befolyásolják az éghajlatot.
3-4 milliárd évvel ezelőtt a Nap a jelenleg kibocsátott energiának csupán 70%-át sugározta a Földre, ami a jelenlegi összetételű atmoszféra mellett nem tette volna lehetővé a folyékony víz létét, azonban régészeti bizonyítékok szerint ez nem így volt. Elméleti megoldások léteznek erre a paradoxonra, melyek közül a legismertebb szerint az akkori atmoszféra jóval nagyobb mennyiségű üvegházhatású gázt tartalmazott. A következő 4 milliárd év során a Nap energiakibocsátása és a légkör jelentősen változott, melyek közül a nagy oxigenizációs esemény 2,4 milliárd évvel ezelőtt volt a legfontosabb változás. A következő 5 milliárd év során a Nap halála, mely során az előbb vörös óriássá majd fehér törpévé válik, szintén jelentős változásokat okoz majd, mely során a vörös óriás fázis idején az összes addig túlélő földi élet is megszűnhet.
A Nap kibocsátása rövidebb távon is változik, mint például a 11 éves napciklus vagy a hosszabb modulációk. A Nap kibocsátásának változása lehet felelős a kis jégkorszakért vagy az 1900 és 1950 közötti melegedés egy részéért. A Nap kibocsátásának ciklikus változása nem teljesen ismert, ám különbözik a Nap öregedésével kapcsolatos változásoktól. A kutatások szerint ez lehet a felelős a Maunder-minimumért vagy éppen a kis jégkorszakért.

#### Vulkanikus tevékenység
A vulkánkitörések számos gázt és részecskét juttatnak az atmoszférába. Az éghajlat megváltoztatására elegendő nagyságú kitörések évszázadonként néhány alkalommal történnek és pár évre (elsősorban a napsugárzás akadályozásával) lehűtik a környezetet. A Mount Pinatubo 1991-es kitörése jelentősen befolyásolta az éghajlatot. A Tambura 1815-ös kitörését a „nyár nélküli év” követte. Az ennél jóval nagyobb kitörések csak pár százmillió évenként történnek, ám erőteljes melegedést és kihalási eseményt okozhatnak.
A vulkanikus tevékenység része a szénciklusnak is, bár az Amerikai Egyesült Államok geológiai kutatásai szerint a vulkánkitörések által légkörbe jutó szén-dioxid eltörpül az emberi tevékenység mellett, mely 100-300-szor nagyobb. A Föld összes vulkáni tevékenységéből származó mennyiségre jelenleg még becslés sincs, mivel széndioxid nem csak konkrét kitöréseknél szabadul fel, hanem számtalan más folyamatban is.

#### Lemeztektonika
Évmilliók alatt a lemezmozgások megváltoztatják a földfelszínt és az óceánokat, azok arányát és topográfiáját. Ez jelentős befolyással lehet mind a helyi, mind a globális klímára. A szárazföldek helyzete meghatározza az óceánok kiterjedését és formáját és így hatással van az azokban végbemenő áramlásokra is. Mivel az óceánok jelentős szerepet töltenek be a meleg és a nedvesség globális áramlásában, így ezek a változások alapvetően befolyásolják a globális és helyi éghajlatot. Az óceánok közötti kapcsolat változására egy viszonylag friss példa lehet Panama kialakulása, mely 5 millió éve megszüntette a közvetlen kapcsolatot az Atlanti- és a Csendes-óceán között. Az óceáni áramlások változásával ez vezethetett a Golf-áramlat kialakulásához és az Északi-félteke jégsapkájához, mivel ez nem jut el az északi pólushoz az Észak-Atlanti tengerfenék jellemzői miatt. Így hőkiegyenlítő szerepet sem játszhat.

## Bizonyítékok és példák a klímaváltozásra
A klímaváltozás bizonyítékai számos forrásból származhatnak, melyek alkalmasak a múlt éghajlatának a rekonstruálására. Tekintve, hogy hiteles, teljes és pontos mérési adatok csupán a 19. század közepétől találhatóak, a korábbi adatok indirekt eredményeken alapulnak. A múltbéli hőmérsékletre következtethetünk a vegetáció változásaiból, a jégmagokból, segíthet minket a dendrokronológia, a tengerszint változása és a glaciológia.
A földi légkör szén-dioxid koncentrációjának változása
A klímakutatók szerint, ha elérjük a 450 ppm értéket, a napjainkban tapasztalható klímaváltozás, a globális felmelegedés egy öngerjesztő folyamat által oly mértékben fog felgyorsulni, hogy az emberiség a jelenlegi társadalmi és gazdasági fejlettségi szintet fenntartva képtelen lesz alkalmazkodni a jelenleg megváltozott éghajlati viszonyokhoz.

### Mérési adatok és proxyk
A földi állomások mérési adatait a 20. század közepétől rádiószondával felszerelt léggömbök, az 1970-es évektől pedig műholdas adatok egészítik ki. Az 18O/16O arány a kalcitban és a jégmagokban, melyet az óceánok múltbéli hőmérsékletének megállapítására használnak egy lehetséges klíma-proxy, akárcsak a következő fejezetekben bemutatandó egyéb megoldások.

### Történelmi és régészeti adatok
A közelmúlt klímájának változására következtethetünk az ezzel összefüggő letelepedési és mezőgazdasági, földhasználati változásokból. Régészeti adatok, szájhagyomány és történelmi dokumentumok alkalmasak lehetnek a múlt klímájának megismerésére, arra való következtetésre. A klímaváltozás hatásai összeköthetőek számos korábbi civilizáció bukásával is. Közvetlenül, csak a klímaváltozáshoz a civilizációk felbomlása, bukása nem köthető, de van ahol mérvadó (Közép-Ázsia, Mükéne). Valójában ehhez több tényező szükséges: természeti források felélése, társadalmi egyenlőtlenség (oligarchikus felépítés), saját összetettségük, bürokratikus felépítés. Késlelteti a gazdasági sokszínűség, és pl. az innováció.

### Gleccserek
A klíma változását egyik legérzékenyebben jelző indikátor a gleccserek változása. A gleccserek mérete az olvadás illetve a friss hó közötti egyensúly eredményeként jön létre, és mint ilyen alkalmas lehet a változás követésére és jelzésére.
A gleccserek növekedése és csökkenése azonban nem csupán a külső okokra vezethető vissza. A hőmérséklet vagy a csapadék változékonysága miatt azonban a pontos adatokhoz és a változások irányának követéséhez szükséges, hogy hosszabb időtávot vagy több gleccsert vizsgáljunk a változékonyság kiküszöbölése és a valóban klímaváltozáshoz köthető hatások megértése céljából.
A világ gleccsereiről a ’70-es évek óta készítenek leltárt, eleinte légi fotók és térképek, mára már műholdas mérések alapján. Ez több mint 100 000 gleccsert foglal magában, melyek összterülete 240 000 km², és előzetes becslések alapján még további 445 000 km²-nyi jégborítás van hátra. A Világ Gleccserfigyelő Szolgálat éves szinten gyűjt adatokat a gleccserek visszavonulásáról és tömegéről. Ezen adatok szerint a gleccserek területe jelentős mértékben csökken világszerte, különösen erősen az 1940-es években, míg az 1920-as és 1970-es években volt némi stabilitás/növekedés majd 1980-as évek óta újra felgyorsult a csökkenés.
A közép illetve késő pliocén óta a legfontosabb klimatikus változás glaciális és interglaciális ciklusok változása, melyek közül most éppen 11 700 éve tartó interglaciális ciklus van. A gleccserek által hagyott morénák is sok információval szolgálhatnak a múlt klímáját illetően.

### A sarki jégsapka fogyása
A sarki jégsapka csökkenése mind kiterjedésben, mind vastagságban az elmúlt pár évtizedben újabb bizonyíték a klíma gyors változására. A jelenlegi műholdas adatok szerint az északi-sarki jégsapka évtizedenként 11,5%-kal csökken az 1979 és 2000 közötti átlaghoz viszonyítva. 2012 júliusában nem csupán a tengeri jég olvadása volt minden korábbinál nagyobb mértékű, hanem Grönland felszínén is 1889 óta nem látott mértékű olvadás indult meg. Grönland klímája egyébként változékony, kora középkori adat, miszerint a vikingek úgy hajóztak Izlandról Grönlandra, majd onnan Észak-Amerikába, hogy egyetlen jéghegyet sem láttak. Maga a sziget neve („Zöld föld”) is onnan ered, hogy a vikingek mezőgazdasági tevékenységre alkalmas klímaviszonyokat találtak. Néhány évszázaddal később Grönland éghajlata viszonylag hirtelen hidegebbre fordult, a viking települések megszűntek. A jelenlegi melegedés még mindig nem éri el a kora középkori szintet.

### Vegetáció
A növényzet és a klíma változása között is lehet összefüggés. A hőmérséklet vagy a csapadék emelkedése a növénytakaró növekedéséhez vezethet. A fokozatos emelkedése egy régióban gyorsabb virágzáshoz és terméshez vezethet, mely a többi élőlényre is hatással van. A hideg esetében ez természetesen fordítva van. A nagyobb, gyorsabb és mélyrehatóbb változások azonban már problémásabbak lehetnek és a növények pusztulásához és elsivatagosodáshoz is vezethetnek bizonyos esetekben.

## Az utolsó száz év éghajlatváltozása
Az Éghajlatváltozási Kormányközi Testület (Intergovernmental Panel on Climate Change, IPCC) szerint a levegő földközeli átlaghőmérséklete 1905 és 2005 között 0,74 ± 0,18 °C-kal nőtt. A testület szerint ennek fő okai a 19. század közepe óta a légkörbe juttatott üvegházhatású gázok. Ezek növelik a légkör alsó rétege, a troposzféra hőmérsékletét. (Lásd: Üvegházhatás) A kutatók hevesen vitáznak arról, hogy a felmelegedést mennyiben idézik elő természeti hatások (a napsugárzás erősödése, a vulkáni tevékenység, a Föld pályaelemeinek változása) és mennyiben emberi tevékenységek. A legelfogadottabb vélemény a globális felmelegedés felgyorsulását nagyobb részben emberi okokra vezeti vissza. Számításaik szerint a naptevékenység és a vulkánosság alakulása a globális felmelegedés ellen hat.
Az IPCC által elfogadott éghajlatmodellek szerint a Föld felszíni hőmérséklete 1990 és 2100 között feltehetően 1,1–6,4 °C-kal nő. Bár a legtöbb tanulmány csak 2100-ig tekint előre, a felmelegedés utána is folytatódhat, hiszen a szén-dioxid (CO2) más üvegházgázokkal együtt hosszú ideig a légkörben marad.
A hőmérséklet globális növekedése környezeti változásokhoz, a tengerszint emelkedéséhez, a csapadék mennyiségének és térbeli eloszlásának megváltozásához vezet. Várhatóan nő a növények terméshozama. Mindez komolyan hathat a gazdaságra, növelheti vagy csökkentheti egyes országok nemzeti össztermékét. Számíthatunk egyes természetes vizek kiszáradására és a legtöbb folyó vízhozamának növekedésére, a gleccserek (el)olvadására. Az árvizek, hurrikánok és tájfunok gyakoribbakká és pusztítóbbakká válhatnak, eközben a fagy és általában a hideg okozta károk jelentősen csökkenhetnek. Egyes állat- és növényfajok kipusztulásának sebessége jelentősen nőhet, másoké viszont megállhat; új ökológiai fülkék alakulhatnak ki és népesedhetnek be. Eközben bizonyos invazív fajok elterjedése felgyorsulhat, számos élőhely ökológiai egyensúlya felborulhat. Egyes betegségek könnyebben elterjedhetnek; több, „megfékezettnek” hitt betegség mutáns változatai megjelenhetnek. A változások a Föld egyes területein különbözőek lehetnek.

### Megfigyelt hőmérséklet-változás
A hőmérséklet növekedésére számos bizonyíték létezik a levegő és az óceánok hőmérsékletének melegedésétől a gleccserek olvadásán át a tengerszint emelkedéséig. A Föld átlagos felszíni hőmérsékletére illesztett lineáris trend szerint 1905 és 2005 között 0,74 ± 0,18 °C-kal emelkedett. A vizsgált időszak második felében a melegedés üteme a kezdetben megfigyelt kétszeresére gyorsult (évtizedenként 0,13 ± 0,03 °C a 0,07 ± 0,02 °C után). A városok hőtöbblete elenyészően, évtizedenként mintegy 0,002 °C-kal járult hozzá ehhez. A troposzféra alsó részének hőmérséklete a műholdas mérések szerint 1979 óta évtizedenként 0,13 és 0,22 °C között emelkedett. Ez teljesen beleillik az elmúlt egy-két ezer év relatív hőmérsékleti stabilitásába, amin belül jelentősek a regionális változásokkal, mint a középkori meleg időszak vagy a kis jégkorszak. Többen attól félnek, hogy ez a viszonylagos stabilitás a 20. században felborult: gyorsan elértük, majd az ezredfordulóra meg is haladtuk az európai középkori meleg periódus 1000 körüli csúcshőmérsékletét. Egyes rekonstrukciók szerint mára túljutottunk a holocén i. e. 6000 körül volt kettős hőmérsékleti csúcsán is — mások szerint azt még meg se közelítettük.
A NASA Goddard intézete és a National Climatic Data Center legújabb becslései szerint 2005 és 2010 volt a két legmelegebb év a 19. században bevezetett széles körű, megbízható mérések kezdete óta, pár század fokkal megelőzve az 1998-as évet. A Climatic Research Unit becslései szerint 2005 a második legmelegebb év 1998 után, míg 2003 és 2010 holtversenyben áll a harmadik helyen, jóllehet az egyes évek közötti különbség hibahatáron belül van. A Meteorológiai Világszervezet által a globális klíma helyzetéről kiadott 2010-es jelentés szerint a 2010-es +0,53 °C érték éppen csak megelőzi a 2005-ös (+0,52 °C) és 1998-as (+0,51 °C) adatokat, a különbségek statisztikailag nem számottevőek.
Az 1998-as év az El Niño hatására volt különösen meleg. A globális hőmérséklet rövidtávú fluktuációi könnyen felülírhatják és elfedhetik a hosszabb trendeket, ez azonban konzisztens a 2002 és 2009 között megfigyelt relatíve stabil hőmérséklettel. 2010 újra El Niño év volt, ám a 2011-es La Niña év, mely az oszcilláció hidegebb részén helyezkedik el, ennek ellenére is 1880 óta a 11. legmelegebb év volt. 1880 óta a 13 legmelegebb év közül 11 2001 és 2011 között volt.
A hőmérséklet változása földrajzilag nem egyenletes. A földfelszín 1979 óta kétszer gyorsabban melegedett az óceánoknál (évtizedenként 0,25 °C, illetve 0,13 °C).
Ennek oka az óceánok magasabb effektív hőkapacitása és a párolgás okozta hőveszteség.
Ennek, illetve a jég és a hó által okozott albedóváltozásnak köszönhetően az északi félteke gyorsabban melegszik, mint a déli. Az üvegházhatású gázok kibocsátásának földrajzi különbségei ebben nem játszanak jelentős szerepet, mivel a gázok elég ideig vannak a légkörben ahhoz, hogy elkeveredjenek.

## A klímaváltozás hatása Magyarország éghajlatára
A közelmúltban felgyorsuló tendencia eredményeként érezhetően mediterrán típusúvá kezd válni hazánk időjárása: Hosszú, forró és száraz nyarak, rövid, enyhe valamint hóban szegény telek, a tavasz és az ősz lerövidülése, a növekvő évi átlaghőmérséklet és napfénytartam mellett a gyakori aszályos időszakok között ritkán lehulló, néha azonban nagy mennyiségű – következményeként egyes térségekben akár villámárvizeket is okozó – eső jellemzik.

## A klímaváltozás hatása a gazdaságra és társadalomra[60]
A klímaváltozás nemcsak az éghajlatot és az évszakok folyását, a csapadék és a napsütés mennyiségét és eloszlását változtatja meg, hanem mindezek hatása továbbgyűrűzik. Az extrém időjárás komoly gazdasági károkat okoz a fejlett és a fejlődő országoknak egyaránt, és a globális GDP csökkenését is okozhatja. A jövőre vonatkozó becslések azt jósolják, hogy a lakosság nagy része, tehát a vidéken és a városban élők egyaránt ki lesznek téve a klímaváltozás a hétköznapokban és érzékelhető hatásainak. A legkiszolgáltatottabb és leginkább veszélyeztetettebb területek Dél- és Délkelet-Ázsia.
Emellett társadalmi hatásai sem elhanyagolhatóak: az élhetetlenné váló éghajlatú területeken nő a feszültség, és egyre több a konfliktusforrás, amely hosszú távon fegyveres konfliktusokhoz is vezethet. Az éghajlatváltozás  a különböző társadalmi csoportokra sem egyenlően hat: az alacsonyabb társadalmi réteghez tartozó osztályok kiszolgáltatottabbak a katasztrofális hatásoknak. 

## Éghajlatváltozások a földtörténetben

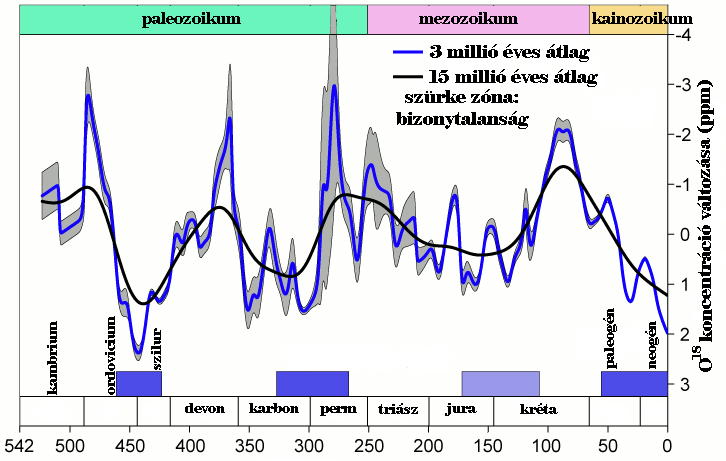
A földtörténet félmilliárd évének hőmérsékleti adatai

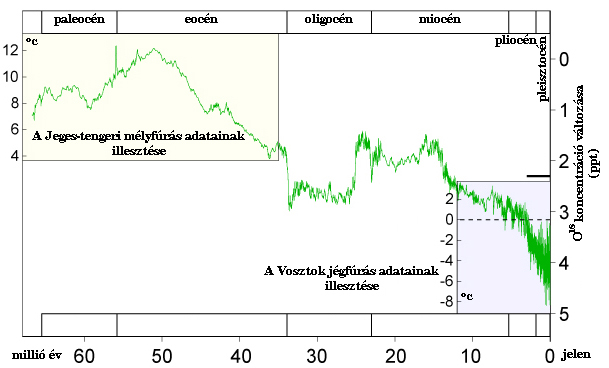
A Jeges-tenger hőmérsékletének becsült változása kainozoikum 65 millió éve alatt az oxigén 18-as izotópjának mérése alapján

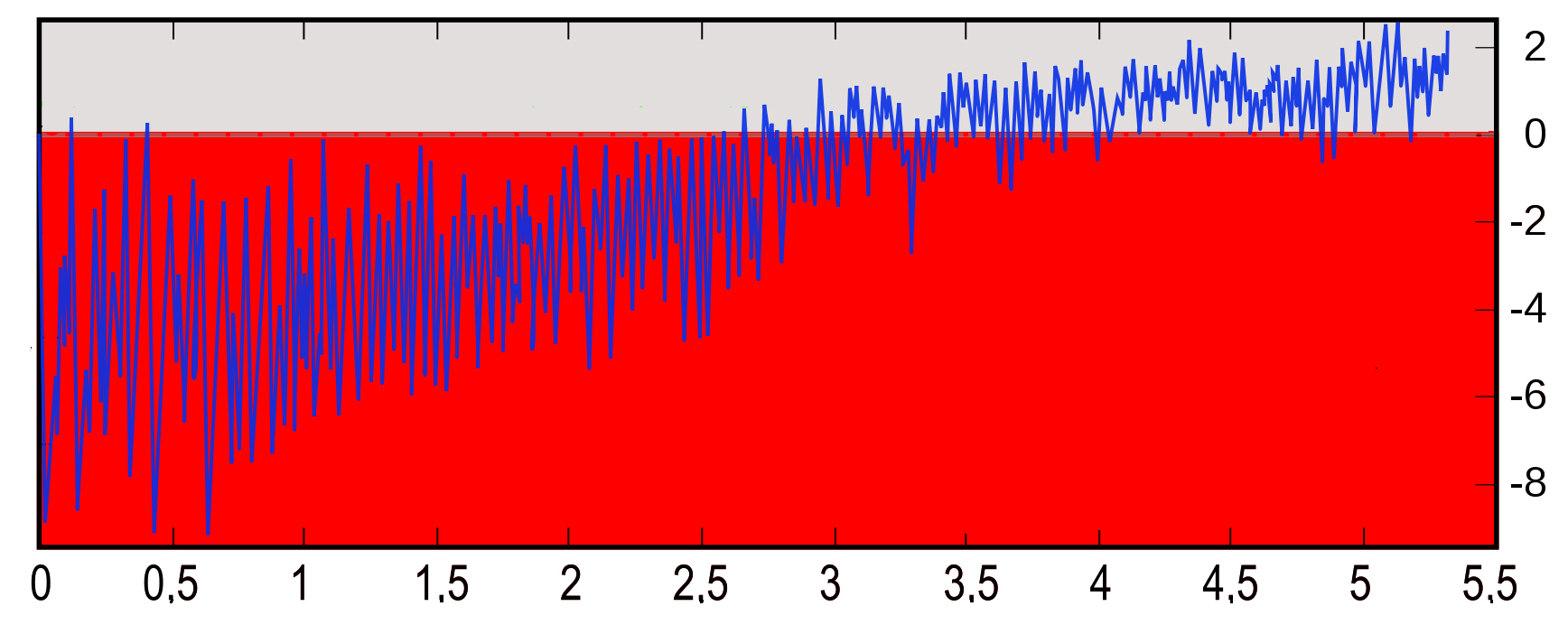
Az utóbbi ötmillió év hőmérséklet-változásai

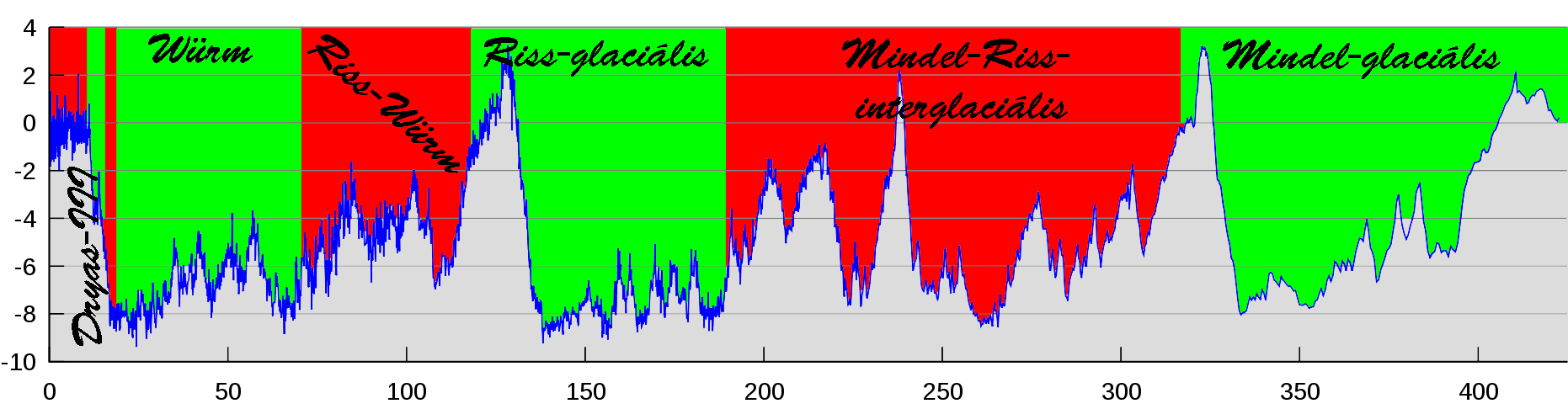
Az Antarktisz hőmérséklet-változásai az utóbbi félmillió évben

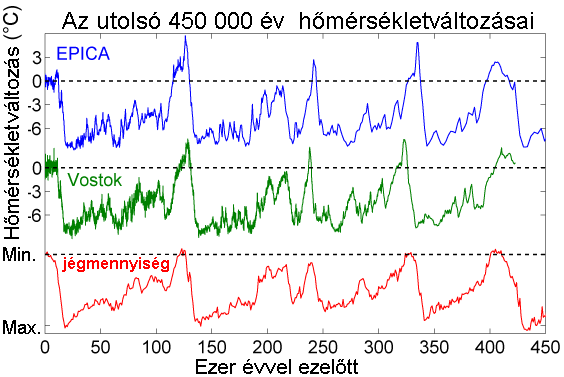
A glaciális és interglaciális korszakokhoz tartozó hőmérséklet és jégmennyiség adatok. A jelenkor az ábra bal oldalán látható

A földtörténet egészét tekintve jól látható, hogy az éghajlatváltozások természetes jelenségek. Melegedések és lehűlések követik egymást, a jelenlegi melegedési ráta az ábrák alapján illeszkedik az eddig megismert földtörténeti folyamatok hosszú távú – százezer év vagy hosszabb – trendjébe, a legutóbbi 10 ezer évét azonban már sérti a 20. század óta.
Az 1860-as évektől léteznek rendszeres meteorológiai feljegyzések. Az azóta eltelt időszak hőmérséklet-változásait tetszetős diagramokon mutatják be. A 19. század közepe azonban egy hideg periódus vége, ami után a felmelegedés teljesen normális. A hőmérsékletek nagyobb időtávlatokra tekintő összehasonlításai egészen mást mutatnak, méghozzá azt, hogy az elmúlt 65 millió évben a Föld átlaghőmérséklete szinte folyamatosan csökkent. Jelenleg a kainozoikum leghidegebb szakaszát éljük. Az is látható, hogy a kainozoikumi eljegesedés néhány millió éve szintén egy lehűlés története: a felmelegedések utáni újabb jégkorszakok egyre hidegebbek lettek. A grafikonon úgy tűnik, mintha az utóbbi néhány százezer évben nőtt volna az éghajlat instabilitása is (nagyobbak a kilengések), azonban ez valószínűleg inkább annak következménye, hogy a hozzánk közelebbi időkben pontosabban állapítjuk meg a kort és a hőmérsékletet is. Az utóbbi három lehűlési periódust vizsgálva az is szembetűnő, hogy a hőmérséklet többször is hirtelen nőtt meg a mai fölé, majd lassan esett vissza.

### A földtörténeti korokban
A Föld történetében melegebb (ún. melegház) és hidegebb (hidegház) időszakok váltották egymást, mindenféle ciklikus jelleg nélkül. Különböző rekonstrukciók szerint a Föld átlagos hőmérséklete 6-8 °C-kal több, másokban akár 10–12 °C-kal kevesebb is lehetett a jelenleginél.
Milutin Milanković szerb meteorológus elmélete szerint pleisztocénben ciklikusan visszatérő glaciális időszakok alapvető okai a Föld pályaelemeinek különféle változásai. Ezen teória szerint jelenleg egy hosszúnak (100–150 ezer év) ígérkező interglaciális időszak elején tartunk. Problémát okoz a klímakutatóknak, hogy a jégfúrásokból – jégmagokból – származó vizsgálati eredmények ezt az elképzelést nem, illetve nem egyértelműen támasztják alá. Mi több, az orosz–francia Vosztok–2 jégfúrás antarktiszi adatai egészen mást mutatnak, mint a grönlandi jégfúrások. Ennek alapján bizonyos, hogy a két félteke hőtörténete drasztikusan különböző.
A Vostok–2 több mint 2000 méteres fúrómagja jó lehetőséget adott az Antarktisz 400 ezer éves hőmérséklet-változásainak vizsgálatára. Mintegy 120–130 ezer éve az Antarktiszon a mainál melegebb volt – csakúgy, mint 320 ezer éve. Ez a növekedés egészen gyors volt; gyorsabb, mint ezt bárki gondolta volna. E csúcsok közben 240 és 400 ezer éve a maihoz hasonló volt az Antarktisz hőmérséklete, ami az ilyen melegedések után lassan, ingadozásokkal esett vissza körülbelül a hidegcsúcsok környékére. Mintegy húszezer éve kezdett újra növekedni, és ma is nő. A folyamat teljesen független az emberiségtől, az elmúlt évszázadban nem látszik semmilyen tendenciaváltozás. Ráadásul az Antarktisz hőmérsékletének változásai szemmel láthatóan nem követik a kainozoikumi eljegesedés máshol tapasztalható ciklusait.
Más elméletek szerint a mostani interglaciális időszak nem egy ciklikus természeti folyamat része, hanem az emberi tevékenység által légkörbe juttatott üvegházgázok okozzák. E feltételezés szerint ez az időszak hozzávetőleg 100 000 évig tart majd. Tény, hogy 417 000 év alatt sohasem lépte túl a légkör szén-dioxid-koncentrációja a 300 ppmv értéket, és jelenleg 383 ppmv, a Föld teljes korának azonban ez csak 0,01%-a, így nem vonható le pusztán ebből az adatból jó következtetés. A szén-dioxid üvegházgáz, tehát amíg viszonylag kevés van belőle, koncentrációjával a levegő középhőmérséklete is nő. A légköri szén-dioxidnak ez a koncentrációja azonban kirívóan alacsony, a Föld szinte teljes történetében ennek többszöröse volt.
A glaciális-interglaciális ingadozások érintik bolygónk szárazföldi területeinek nagy részét, elsősorban Grönlandot, az Antarktiszt, Észak-Amerikát és Eurázsiát. A jelenlegi földi éghajlati rendszer még mindig a jégkorokra jellemző glaciális és interglaciális közti állapotban van. Minden éghajlati öv hőmérséklete bőven alatta marad a jégkorszakként emlegetett kainozoikumi eljegesedés interglaciális periódusainak. A Duna-glaciálisra jellemző adatok:
| északi szélesség (fok) | korábbi átlaghőmérséklet (°C) | glaciális átlaghőmérséklet (°C) | interglaciális átlaghőmérséklet (°C) | mai átlaghőmérséklet (°C) |
| ---------------------- | ----------------------------- | ------------------------------- | ------------------------------------ | ------------------------- |
| 0                      | 31                            | 26                              | 29                                   | 28                        |
| 20                     | 29                            | 20                              | 28                                   | 25                        |
| 40                     | 24                            | 6                               | 20                                   | 16                        |
| 60                     | 15                            | –25                             | 9                                    | 2                         |
| 80                     | 8                             | ?                               | –1                                   | –17                       |

### Holocén

#### Középkori meleg időszak
Az északi sarkvidék környékén még alig 1000 éve is jóval melegebb éghajlat volt a mainál. Történeti adataink vannak arról, hogy a vikingek nyitott hajókon keltek át Skandináviából Izlandra anélkül, hogy jéghegyeket láttak volna, majd Grönland déli részének jégmentes területein településeket alapítottak – ahol földművelést is folytattak –, majd probléma nélkül átkeltek Észak-Amerikába is. 

#### Kis jégkorszak
Az 1310-es években elkezdődött a „kis jégkorszak”, ami a 19. századig tartott.

#### Globális felmelegedés
Az 1960-as években még egy közeledő új jégkorszak veszélyeit rebesgették, ám egy évtizeddel később felfedezték a globális felmelegedést.
Ennek okának az ember tevékenységét nevezték meg.